# Stranger Than Paradise - Più strano del paradiso
Stranger Than Paradise - Più strano del paradiso (Stranger Than Paradise) è un film del 1984 scritto e diretto da Jim Jarmusch.
Inizialmente concepito per essere un cortometraggio di 30 minuti, in seguito venne integrato per divenire un lungometraggio composto sostanzialmente da tre atti. Alcune riprese derivarono dalla pellicola avanzata de Lo stato delle cose di Wim Wenders.
Fu presentato in anteprima al Torino film festival del 1984.

## Trama
Il film è una storia in tre atti su Willie (John Lurie), che vive a Brooklyn, e le sue interazioni con gli altri due personaggi principali, sua cugina Eva (Eszter Balint) e l'amico Eddie (Richard Edson).
Nel primo atto, Willie, un burbero giocatore d'azzardo e imbroglione di origine ungherese, riceve una telefonata da sua zia Lotte a Cleveland che lo informa che la sua attesa visita di sua cugina Eva, che viene dall'Ungheria per vivere con Lotte, dovrà essere prorogato a dieci giorni perché Lotte è inaspettatamente in ospedale. Willie chiarisce che non vuole Eva lì. Quando Eva arriva, le ordina di parlare inglese anziché ungherese, poiché Willie identifica fortemente come "americana". A malincuore inizia a godersi la sua compagnia. Diventa protettivo, scoraggiandola dall'uscire da sola o oltre certe strade. Ad un certo punto, Eva prende l'iniziativa di pulire l'appartamento, che è abbastanza sporco. Quando trova il suo aspirapolvere, Willie cerca scherzosamente di convincerla che un'espressione americana per passare l'aspirapolvere sta "soffocando l'alligatore", ma Eva non gli crede.
Nonostante la sua crescente predilezione per Eva, Willie si rifiuta di accompagnarla nei suoi viaggi in pista con Eddie, il suo amico bonario e complice imbroglione. Eddie cerca inutilmente di convincerlo a portare Eva con sé. Willie ed Eva guardano il calcio nel pomeriggio e film di fantascienza a tarda notte. La sua stima per lei aumenta quando torna da un'escursione con alcune scatolette di cibo, una cena TV "specialmente" per lui e, con suo grande stupore, una stecca di sigarette, tutte ottenute senza soldi. Sorride e le stringe la mano, dicendole "Penso che tu stia bene, ragazzo". A Eva, intelligente, carina e discreta, piace suonare la sua canzone preferita, I Put a Spell on You di Screamin' Jay Hawkins, cosa che a Willie non piace. Le compra un vestito, cosa che non le piace. A questo punto diventa evidente che Willie si è affezionato a Eva. Quando i dieci giorni sono trascorsi, Eva se ne va e Willie è chiaramente sconvolto nel vederla partire. Eddie, mentre sta andando a trovare Willie, la vede scartare il vestito per strada, ma non lo dice a Willie.
Il secondo atto inizia un anno dopo e si apre con Willie ed Eddie che vincono una grande quantità di denaro barando al poker. Willie chiede a Eddie di prendere in prestito l'auto di suo cognato, dicendogli "Voglio solo uscire da qui, vedere sump'in diverso, sai?". In realtà vuole andare a Cleveland per vedere Eva. È pieno inverno. Quando arrivano a Cleveland, si fermano a casa di Lotte, poi vanno a sorprendere Eva nel suo lavoro in un fast food locale, dove è eccitata e contenta di vederli. Tuttavia, sono presto annoiati come lo erano a New York. Passano il tempo giocando a carte con Lotte e accompagnando Eva e il suo aspirante fidanzato al cinema. Vanno al molo sul lungolago ghiacciato innevato per ammirare il panorama. Spinto da Eddie, Willie alla fine decide di tornare a New York. Quando si salutano, Eva suggerisce scherzosamente che se vincono alla grande in pista, dovrebbero "rapirla". Willie risponde che l'avrebbero portata in un posto caldo, perché "questo posto è terribile".
L'atto finale inizia con Willie che suggerisce a Eddie, sulla strada del ritorno a New York, di andare invece in Florida. Quindi suggerisce di girarsi e prendere Eva, cosa che fanno, con evidente costernazione di Lotte. I tre arrivano in Florida e prendono una stanza in un motel. La mattina dopo, gli uomini lasciano Eva addormentata nella stanza. Eva, svegliandosi da sola e senza cibo né denaro contante, vaga fuori nel ventoso e cupo pomeriggio nuvoloso fino alla spiaggia, che non sembra molto più attraente della scena ventosa, cupa e innevata del Lago Erie a Cleveland da cui sono fuggiti. Quando Willie ed Eddie tornano, il fastidio di Eva si trasforma in sgomento quando la coppia sconvolta rivela di aver perso la maggior parte dei loro soldi per le corse dei cani. Vanno a fare una passeggiata sulla spiaggia per capire cosa fare. Willie è chiaramente infastidito da Eddie, poiché le corse dei cani erano una sua idea.
Willie ed Eddie decidono di uscire e scommettere l'ultimo dei loro soldi sulle corse di cavalli. Willie si rifiuta ancora di far venire Eva, quindi esce sulla spiaggia per una passeggiata, indossando uno sgargiante cappello di paglia a tesa larga che ha appena comprato in un negozio di articoli da regalo. Uno spacciatore la scambia per un corriere che stava aspettando e le consegna una busta con una grossa somma di denaro, mentre rimprovera lei e il suo presunto capo. Ritorna al motel, lascia parte dei soldi per Willie ed Eddie e scrive loro un biglietto in cui spiega che sta andando all'aeroporto. Willie ed Eddie, dopo aver vinto alla grande alle corse di cavalli e aver passato la parte migliore di una bottiglia di whisky, tornano al motel e trovano Eva scomparsa. Willie legge il suo biglietto e vanno all'aeroporto per fermarla. Eva discute con un agente di biglietti aerei le sue opzioni per volare in Europa e l'agente afferma che un aereo parte tra 44 minuti per la sua città natale, Budapest. Eva è indecisa.
Quando Willie ed Eddie raggiungono l'aeroporto, Willie, credendo che Eva sia salita a bordo del volo di Budapest, acquista un biglietto, progettando di salire sull'aereo e convincere Eva a restare. Nella penultima inquadratura, Eddie è fuori, a guardare l'aereo volare sopra la sua testa, lamentandosi del fatto che Willie apparentemente non è stato in grado di scendere dall'aereo e che sia Willie che Eva sono diretti a Budapest. Nella scena finale, vediamo Eva tornare nella stanza vuota del motel, stanca e perplessa, mentre gioca con il cappello di paglia.

## Produzione
La produttrice Sara Driver era all'epoca la compagna di Jarmusch e fa una breve apparizione nella parte della "ragazza col cappello".
La canzone I Put a Spell on You di Screamin' Jay Hawkins è lo sfondo musicale predominante del film.

## Premi e riconoscimenti
Presentato nella Quinzaine des Réalisateurs al Festival di Cannes 1984, ha vinto la Caméra d'or come miglior opera prima. Ha vinto inoltre il Pardo d'oro al Festival internazionale del film di Locarno e lo Special Jury Prize al Sundance Film Festival nel 1985.
Nel 2002 è stato scelto per essere conservato nel National Film Registry della Biblioteca del Congresso degli Stati Uniti in quanto «culturalmente, storicamente ed esteticamente interessante».
- 1984 - Festival del film Locarno
  - Pardo d'oro a Jim Jarmusch
  - Premio della giuria ecumenica - Menzione speciale a Jim Jarmusch
- 1984 - Festival di Cannes
  - Caméra d'or a Jim Jarmusch
- 1985 - Premio National Society of Film Critics
  - Miglior film
- 1985 - Sundance Film Festival
  - Premio speciale della giuria: U.S. Dramatic a Jim Jarmusch
  - Candidatura al Gran premio della giuria: U.S. Dramatic a Jim Jarmusch

- 1987 - Premio Kinema Junpo
  - Miglior film straniero a Jim Jarmusch
- 2002 - National Film Preservation Board
  - National Film Registry
- 2007 - Satellite Award
  - Candidatura come miglior DVD classico